# Northstar
Northstar (Estrella del Norte en España) es un personaje que aparece en los cómics publicados por Marvel Comics, creado por Chris Claremont (guion) y John Byrne (dibujo) en 1979. Destaca por ser uno de los primeros y de los pocos personajes abiertamente homosexuales del cómic de masas estadounidense.
Su verdadero nombre es Jean-Paul Beaubier y nació en Canadá. Debido a su mutación puede controlar la energía cinética de su estructura molecular obteniendo así superpoderes, como volar, movimientos superveloces, y generar rayos de luz. Originalmente era un miembro de Alpha Flight, un grupo de superhumanos canadienses, pero posteriormente pasó a ser un miembro de los X-Men.

## Historia del personaje
Jean-Paul Beaubier nació en una familia franco-canadiense. Sus padres murieron en un accidente de coche siendo niño. Entonces él y su hermana gemela Jeanne-Marie fueron separados y dados en adopción. Jean-Paul pronto se reveló como un niño difícil y violento su mejor amigo chester (jester, sybell) muere a manos de su único hermano el Dr. Ruben.
En la adolescencia Baubier se unió al Front de libération du Québec, un grupo terrorista separatista que buscaba la independencia de Quebec del Canadá, pero pronto lo dejó por estar en desacuerdo con los métodos violentos del movimiento. Antes de que se desarrollaran sus superpoderes se dedicó al esquí profesional pero su carrera deportiva fue breve ya que se aburrió al hacerse imbatible una vez que adquirió su capacidad de moverse a súper velocidad.
Entonces fue reclutado para unirse al grupo de superhéroes de los Alpha Flight, patrocinado por el gobierno canadiense, donde se reencuentra con su hermana también convertida en superheroína y conocida por Aurora.

### Alpha Flight
En el grupo tomó el nombre en clave de Northstar. Su estancia allí estuvo marcada por los conflictos con el grupo debido a su carácter irascible y a la doble personalidad de su hermana. Además descubren que sus poderes interaccionan y que juntos pueden generar luz (posteriormente, tras una alteración de los poderes de Aurora por su amante, el Dr. Walter Langkowsky, también miembro del grupo, descubren que pueden generarla por separado, así como que el contacto físico entre ellos anula sus poderes).
Tras una disputa con su hermana abandona temporalmente el grupo y vuelve al deporte, realizando exhibiciones. Cuando se hizo público que era un mutante se vio obligado a dejar el esquí porque le acusaron de usar sus poderes para hacer trampa.
Tras volver al grupo, encuentra durante una batalla una bebé con el VIH abandonada. La adopta y le da el nombre de Joanne. Tras la muerte de la niña, Northstar hace pública su homosexualidad con la esperanza de que su posición como celebridad capte la atención de los medios de comunicación y contribuya en la campaña de prevención del sida.
Posteriormente Northstar decide abandonar definitivamente los Alpha Flight y escribe sus memorias en las que cuenta sus experiencias como hombre gay y mutante, tituladas de “Nacido normal”.

### X-Men
Northstar es reclutado por Jean Grey para un equipo improvisado de mutantes que une a mutantes conocidos y nuevos. Wolverine y Cíclope son los únicos X-Men disponibles para rescatar al Profesor X, que ha sido capturado por Magneto y lo mantiene prisionero en Genosha. Jean conoce a Northstar en una firma de libros donde él es asediado por la multitud. Entonces una persona de la multitud saca una pistola y Northstar lo desarma haciendo uso de su supervelocidad. Luego conoce a uno de los nuevos mutantes, un joven invulnerable llamado Omertá. Éste es muy homófobo y provoca una lucha de camino a la mansión X. Omertá creía que sus poderes le harían ganar pero una docena de puñetazos a supervelocidad le dejan tocado.
Northstar trata junto a los X-Men de salvar a un niño mutante que no puede parar de explotar. A pesar de su velocidad no puede salvar al chico, que perece a causa de sus poderes. Poco después a petición del profesor X ingresa oficialmente en los X-Men y pronto se convierte en profesor en el Instituto de Xavier, enseñando economía, empresariales y francés, además de dar clases de vuelo. Northstar se convierte en el guía de su propio escuadrón de jóvenes mutantes, Alpha Squadron, y crea una estrecha relación de mentor con el estudiante Anole. Durante su permanencia en la academia de Xavier se hace muy amigo de Annie Ghazikhanian, la antigua enfermera del instituto. Annie es la que se da cuenta de que Northstar se siente atraído por Bobby Drake.

#### Muerte
En la serie de 2005 del cómic de Wolverine llamada "Enemigo del Estado" Hydra forma una alianza con las sectas del amanecer de la luz blanca y de la Mano. Ambos grupos consiguen reclutar nuevos agentes de la comunidad de superhéroes matándolos, resucitándolos y lavándoles el cerebro en el proceso. El X-Man Wolverine es una de sus víctimas, consiguiendo convertirle en un asesino de Hydra. Entonces va a atacar a los X-Men. Northstar y Kitty Pryde se encontraban patrullando cuando Wolverine les ataca y mata a Northstar clavándole sus garras. Uno de los Nuevos Mutantes, Elixir, se las arregla para cerrar las heridas de Northstar pero no es capaz de revivirle. Unos días después de su muerte erigen una estatua en su memoria y la sitúan en el jardín de estatuas del campus de X-men caídos en batalla.

#### Resurrección como villano
El S.H.I.E.L.D. pide que se decapite el cadáver de Northstar para evitar que lo puedan resucitar, pero los X-Men se niegan. Primero quieren contactar con la familia de Northstar. Pero antes de que puedan hacer nada el cuerpo de Northstar es robado por Elektra, otra víctima del lavado de cerebro de Hydra, antes de que se den cuenta de que actúa como un doble agente infiltrado de la Mano. Una vez en posesión de Hydra Northstar es resucitado y sometido al lavado de cerebro, entonces junto a Elektra lidera un ataque sobre S.H.I.E.L.D. El Helicarrier acosa S.H.I.E.L.D. y pone a Nick Fury en una situación crítica. Durante este tiempo Northstar también tiene tiempo para matar racistas y homófobos a lo largo de todo el país, aparentemente al azar.
Wolverine que ha sido desprogramado del lavado de cerebro sale de expedición para derrocar a las sectas y matar a sus miembros en activo. Sabiendo que la situación de Northstar es por su culpa, Wolverine trata de ayudar a su antiguo compañero de equipo. Se reúnen en un pequeño bar para hablar. Wolverine se da cuenta de que Northstar ha recobrado su 'flash', la habilidad para generar un destello de luz cegadora. Northstar rechaza escucharle y Wolverine es atacado por otros mutantes del Amanecer de la luz blanca. Le atrapan y le llevan a su base. Allí Wolverine activa un trío de centinelas de S.H.I.E.L.D. para que maten a todos los mutantes excepto a Northstar. Cuando una vez atrapado Northstar rehúsa confesar donde está localizada el centro de mando de Hydra, Wolverine lo deja K.O y llama a S.H.I.E.L.D. para que se lo lleven y lo desprogramen del lavado de cerebro.
Pero el procedimiento de desprogramación que usaron con Wolverine no funcionaría en el caso de Northstar. Nick Fury le informa a Kitty Pryde que hay que dar a Northstar por muerto, como si su cadáver no hubiera sido encontrado nunca tras el robo de Elektra, aunque su cuerpos siga vivo hay que mantenerlo en custodia indefinida en S.H.I.E.L.D mientras siga su aparente locura.
Poco después un misterioso grupo de superhumanos, Los Hijos de la Cámara rapta a Northstar de las instalaciones de S.H.I.E.L.D. para usarle para matar a sus enemigos, Sabretooth y los X-Men. Consiguen fácilmente controlar mentalmente a Northstar debido a la manipulación previa que había hecho la Mano que le ha dejado psíquicamente frágil. Bajo su control encuentra a su hermana al borde del suicidio y la detiene y el grupo la controla mentalmente también. Juntos atacan la escuela y luchan contra varios X-Men.Su encuentro con el hombre de hielo y Anole hace que Northstar salga brevemente del control mental. Entonces, dejando a Aurora luchando con los X-Men, Northstar empieza a buscar a Sabretooth antes de encontrarse con Rogue. Como Rogue consigue usar los poderes de Northstar contra él, los dos luchan juntos a alta velocidad hasta que aparece Cable y nuevamente somete mentalmente a Northstar.

#### Rehabilitación
En el n.º 1 de X-Men Annual, los X-Men llevan a Northstar y Aurora a S.H.I.E.L.D. Con el heli-carrier intentan arreglar el daño mental de ambos gemelos. Usando un equipo de realidad virtual permiten que los gemelos revivan sus vidas de forma acelerada. El proceso es interrumpido cerca del final por Exodus creando una conexión telepática entre ambos gemelos. Usando el apoyo emocional del uno con el otro consiguen afrontar su confusión interna. Esto les permite equilibrase consiguiendo un alto nivel de control sobre sus poderes, que utilizan para salvar a Rogue de la acólito (antiguo X-Man) conocida como Frenzy.
Más tarde Northstar se une a Cíclope para encontrar Anole, que se ha huido tras atacar por accidente a su propio padre debido al estrés postraumático tras la lucha en la X-Mansion. Northstar encuentra a Anole subido a la casa de un árbol, y el adolescente no parece muy contento de ver a su antiguo mentor. Al principio Jean-Paul intenta bajar la tensión bromeando, pensando que el problema de Víctor es que no encaja del todo su condición de mutante y gay adolescente. Pero Víctor le dice que su problema no es ese sino que lo tiene con él y con los otros X-Men por haberles robado la inocencia a los New X-Men, diciéndole que deberían estar en casa jugando a videojuegos y saliendo en lugar de luchar con los demonios. Entonces Victor deja una nota de despedida para sus padres en la base del árbol ya que es allí donde le buscarán primero. Y justo antes de que Anole se vaya le da un codazo a Jean-Paul en la cara, como lo había hecho Northstar cuando le atacó en el pasado, y le dice que le diga a todos los componentes de los nuevos X-Men que no le busquen.

#### Invasión secreta
Northstar y su hermana Aurora responden al mensaje telepático de Emma Frost para luchar junto a los X-Men en San Francisco contra los Skrulls que han invadido la Tierra.

## Poderes
Northstar es un mutante que puede moverse y volar a supervelocidad. También tiene resistencia y reflejos superhumanos. Puede canalizar una parte de la energía cinética del movimiento atómico de las moléculas de su cuerpo en una sola dirección, acelerando su cuerpo a una velocidad directamente proporcional a la energía cinética que ha desviado. Northstar también tiene un elevado sentido del equilibrio, excepcional agilidad y tiempo de reacción, que le permite hacer virajes increíbles. Northstar también es capaz de dar puñetazos a grandes velocidades que hacen posible que dañe incluso a Hulk. En uno de los primeros números de Alpha Flight Northstar revela que su hermana Aurora puede volar mayores distancias que él, pero que él puede hacerlo más rápido. Northstar puede crear ciclones corriendo en círculos, puede correr en una pared vertical o sobre el agua.
Un efecto secundario del desvío de energía del movimiento atómico es que las fuerzas de enlace de sus moléculas se incrementan haciendo su cuerpo más resistente. Este efecto hace que su piel sea tan dura que es capaz de resistir la fricción del aire incluso a Mach 10 sin dañarse. En teoría Northstar podría volar al 99% de la velocidad de la luz (300 mil km/s), aunque nunca lo haya hecho porque podría dañar irreparablemente el medio ambiente. Cuando viaja a velocidades cercanas a Mach 10 Northstar puede tener complicaciones con su respiración y resultar dañado debido a la resistencia del aire.
Northstar también puede variar la aceleración de sus moléculas para liberar una cascada de fotones como el haz brillante de un faro. Este poder inicial se ha ido incrementando hasta el punto que junto a Aurora puede generar una explosión térmica junto a la luz.
Debido a su súper velocidad Northstar es un gran luchador, y recibió entrenamiento de su compañero de equipo Puck y de artes marciales por parte de la Mano cuando fue resucitado. Aunque no tiene súper fuerza en todo su cuerpo sí la tiene en sus piernas.
Northstar lleva un traje sintético hecho de material resistente para que le proteja de la fricción y otros peligros de la súper velocidad.

## Sexualidad
John Byrne dijo que cuando se planificó la serie de Alpha Flight en 1983 el personaje, como los otros, en un principio tenía poca profundidad por lo que posteriormente se decidió renovarlos. Una de las cosas que inmediatamente aparecieron en su mente fue hacer alguno de ello gay. Byrne había leído recientemente en Scientific American que se estaban encontrando pruebas de que la homosexualidad se producía principalmente por factores genéticos y no ambientales y eso le inspiró para incluir un superhéroe mutante gay entre los Alpha Flight. Revisó el grupo de personajes y decidió que Jean-Paul era el que mejor se ajustaba al papel. Debido al clima de la época y a la regulación del código de cómics no se pudo afirmar abiertamente al principio, y se fueron dejando caer insinuaciones y mensajes entre líneas. Además el redactor jefe de Marvel Jim Shooter había decretado que no habría ningún personaje gay en el universo Marvel y había avisado a los escritores sobre ello, por lo que Byrne tuvo que hacer insinuar que Northstar era gay sin afirmarlo explícitamente.
Cuando Bill Mantlo sucedió a Byrne como guionista de Alpha Flight empezó una historia en la que Northstar resultaba infectado por una extraña enfermedad. Mantlo intentó que fuera el sida por lo que el personaje muriera en el n.º 50 de Alpha Flight. Pero los editores de Marvel intervinieron y Mantlo fue obligado a cambiar el final: en lugar de morir de sida Northstar se revelaba como un ser mágico cuya enfermedad era debida a la prolongada separación de su hogar. Peter David más tarde describió el incidente como: "No es gay, solo es un hada." Este retcon fue a su vez cambiado posteriormente por los guionistas de Alpha Flight y la enfermedad de Northstar quedó sin identificar.
En Alpha Flight n.º 106 publicado en 1992, unos años después de que Shooter hubiera dejado Marvel, el guionista Scott Lobdell finalmente obtuvo el permiso para hacer afirmar a Northstar que era gay. El acontecimiento generó bastante publicidad en la prensa y Alpha Flight n.º 106 se agotó en una semana, a pesar de que la serie no fuera una de los títulos más populares. Poco después de que Northstar admitiera ser gay fue elegido el soltero más deseado de Canadá dentro de la historia.
La salida del armario de Northstar fue polémica y se mencionó muy poco más en la serie hasta que terminó en 1994. No se ignoró por completo, se trató en una trama secundaria la reacción de las personalidades de su hermana, en la que la personalidad de Aurora lo aceptaba, mientras que la personalidad "Jeanne-Marie" no. En las demás miniseries protagonizadas por Northstar se eludió el tema.
Aunque al menos tres personajes de la serie clásica de Watchmen eran gais, convirtiéndose así en la primera serie del cómic de masas estadounidense que exhibía abiertamente personajes gais, los personajes de Marvel Northstar, Mystique y Destiny fueron creados con anterioridad. Pero los editores no dejaron que se afirmara abiertamente su homosexualidad o bisexualidad desde el principio.
En 2001 cuando la opinión de la sociedad sobre la homosexualidad había cambiado considerablemente la orientación sexual de Northstar desempeñó un papel importante en la línea argumental al unirse a un equipo temporal de los X-Men e hizo frente a otro de los nuevos reclutas Omertá, que era extremadamente homófobo. Así empiezan la misión como enemigos y posteriormente van haciendo las paces. Una relación similar se desarrolla con Juggernaut cuando luchan en otro equipo de los X-Team.
Cuando Northstar se incorpora a los X-Men como un miembro regular en 2002 ya no dudan en mostrar su orientación sexual, incluso hacen que Northstar se sienta enamorado de uno de los miembros más antiguos de X-Men Iceman, pero su amor no es correspondido. También uno de sus estudiantes del Alpha Squadron, Victor Borkowski, un adolescente mutante gay más conocido por Anole le toma como modelo de comportamiento y mentor.
En mayo del año 2012, Marvel, anunció que Northstar se casaría con el mutante Kyle Jinadu. Los responsables de la editorial mostraban así a sus lectores uno de los asuntos sociales que más controversia planteaba en Estados Unidos, como el matrimonio entre personas del mismo sexo, que solo estaba autorizado en algunos de sus estados. Hecho que afirmó el redactor jefe de Marvel, Axel Alonso, el cual mediante un comunicado de prensa expresó que: “El universo de Marvel siempre ha reflejado el mundo que se ve a través de la ventana y por eso intentamos que nuestros personajes, sus relaciones e historias estén ancladas en la realidad”.

## Versiones alternativas
Northstar también aparece en las historias de universos paralelos y futuros como la Era de Apocalipsis, Marvel Zombies, Ultimate Marvel, X-Men: The End y House of M.

## En otros medios

### Televisión
- Northstar aparece en X-Men, en los episodios "la isla de los esclavos", "Repo Man", y la saga de Phoenix "Hijo de la Luz". No se menciona o se hace alusión a su orientación sexual. En la historieta Northstar posee la capacidad de volar y generar una luz cegadora, cuando golpea las manos con su hermana Aurora. A pesar de que no tenía ningún papel hablando en la isla de esclavos, en el episodio Hombre Repo mostró los orígenes del personaje, mientras hablaba con un acento francés-canadiense. En "La isla de los esclavos", Jean Paul es un rehén/prisionero en la isla de Genosha.

### Videojuegos
- Northstar fue incluido como personaje jugable en Marvel Contest of Champions.

### Juguetes
Un Alpha Flight Northstar y Aurora se establecen sus figura en el mismo paquete que fue puesto en libertad por ToyBiz como parte de las tres figuras de acción de Alpha Flight fueron lanzados como parte de la serie Marvel Collector Editions en 1999 por Toy Biz. Snowbird y Puck fueron empaquetados juntos mientras Sasquatch vino con Vindicator (Heather Hudson). Los tres conjuntos llegaron con las tarjetas de colección en movimiento.
En septiembre de 2007, Hasbro realizó una encuesta con ToyFare revista de posibles figuras de Marvel Leyends con prototipos de X-Men, uno de los cuales era Northstar en su traje original. Aurora también fue un prototipo. El prototipo Northstar estuvo en el séptimo puesto fuera de las 8 de los resultados de la encuesta final, con la colocación de Aurora como la octava.
Un componente de dos conjuntos de mini-bustos de Aurora y Northstar se dio para el envío en octubre de 2008.